# Morti nel 2013
| Questa pagina contiene informazioni ricavate automaticamente dalle voci biografiche con l'ausilio del template Bio e di un bot. L'aggiornamento è periodico e automatico e ricostruisce completamente la pagina. Se manca una persona in questa lista, sei pregato di non aggiungerla, ma accertati piuttosto che la sua voce biografica contenga il template Bio e che i dati anagrafici siano correttamente compilati. Se il template Bio manca, inseriscilo tu stesso o, in alternativa, metti l'avviso {{tmp\|Bio}} che ne segnala la mancanza. Se i dati riportati sono sbagliati, correggi direttamente la voce biografica; le modifiche saranno visibili in questa lista entro pochi giorni. Per chiarimenti vedi il progetto biografie. La lista contiene solo le 2.027 persone che sono citate nell'enciclopedia e per le quali è stato implementato correttamente il template Bio. Pagina aggiornata al 10 ago 2025. |

## Senza giorno specificato(25)
- Sushmita Banerjee, scrittrice e attivista indiana
- Adolfo Baruffi, regista italiano (n. 1926)
- Trevor Birch, calciatore inglese (n. 1933)
- Fred Brown, calciatore inglese (n. 1931)
- Lucio Brugliera, pittore italiano (n. 1937)
- Franco Carminati, calciatore e allenatore di calcio italiano (n. 1931)
- Liana Castelfranchi, storica dell'arte italiana (n. 1924)
- Alfredo Ciarabelli, politico italiano (n. 1924)
- Roberto Coll, calciatore argentino (n. 1925)
- Giorgio Cortenova, critico d'arte e storico dell'arte italiano (n. 1944)
- Paolo Dall'Oglio, presbitero e attivista italiano (n. 1954)
- Naïdé Ferchiou, archeologa tunisina (n. 1945)
- Marisa Grisotto, cestista italiana (n. 1938)
- Guido Lollobrigida, attore italiano (n. 1929)
- Eva Lang, poetessa, scrittrice e giornalista ungherese (n. 1925)
- Igor' Michajlovič Makarov, ingegnere russo (n. 1927)
- Conn McCluskey, attivista irlandese (n. 1914)
- Rosa Moselli, compositrice e cantante italiana (n. 1924)
- Nicoletta Parodi, attrice italiana (n. 1920)
- Franco Paturzo, organista, compositore e storico italiano (n. 1960)
- Mack Porter, cantante ghanese (n. 1945)
- Brian Smith, calciatore e allenatore di calcio inglese (n. 1955)
- Giuseppe Stefanini, cestista italiano (n. 1923)
- Eddy Terrace, cestista belga (n. 1935)
- Masao Uchino, calciatore giapponese (n. 1934)